# Pronous intus
Pronous intus är en spindelart som beskrevs av Levi 1995. Pronous intus ingår i släktet Pronous och familjen hjulspindlar. Inga underarter finns listade i Catalogue of Life.